# Гардег-гассе (станція метро)
48°13′15″ пн. ш. 16°27′28″ сх. д. / 48.2209° пн. ш. 16.4577° сх. д.
«Гардег-гассе» (нім. Hardeggasse) — станція Віденського метрополітену, розміщена на лінії U2 між станціями «Донаушпіталь» і «Штадлау». Відкрита 2 жовтня 2010 року у складі дільниці «Штадіон» — «Асперн-штрасе».
Розташована в 22-му районі Відня (Донауштадт).